# Semiothisa crassilimbaria
Semiothisa crassilimbaria är en fjärilsart som beskrevs av Paul Mabille 1880. Semiothisa crassilimbaria ingår i släktet Semiothisa och familjen mätare. Inga underarter finns listade i Catalogue of Life.